# Mercuri Monjo
Mercuri Monjo (Mercurius Monachus, Μερκούριος Μόναχος) fou un escriptor autor d'un tractat de medicina sobre el pols sanguini publicat a Nàpols en grec i llatí. L'autor devia ser un monjo del sud d'Itàlia del segle x, però altres opinions el situen al segle xiii. El cardenal Mai diu que en realitat l'obra fou escrita per una persona de nom Abicià (Abitianus), és a dir l'autor àrab conegut com a Avicenna (Ali ben Sina).